# Coronel Murta
Coronel Murta is een gemeente in de Braziliaanse deelstaat Minas Gerais. De gemeente telt 9.423 inwoners (schatting 2009).

## Aangrenzende gemeenten
De gemeente grenst aan Araçuaí, Itinga, Rubelita en Virgem da Lapa.